# 苏联作家协会
蘇聯作家協會（Writers' Union of the U.S.S.R.）是前苏联的官方作家组织，机关刊物为《文学报》，其他官方刊物有《新世界》、《外国文学》等。高尔基文学院为其下属机构。
1932年4月23日由蘇聯共產黨中央委員會發佈《关于改组文学艺术团体》決議成立，同时解散了此前由法捷耶夫担任主席的俄罗斯无产阶级作家协会。1934年8月17日至9月1日，在莫斯科举行了第一次全苏作家代表大会，會中確立其創作方向以革命浪漫主义为其组成部分的社会主义现实主义为苏联文学。蘇聯作家協會总书记的政治地位相當於國家部長級，享有相當的榮譽，高尔基、斯塔夫斯基、法捷耶夫、卡爾波夫等先后任作家协会总书记。協會裡的作家也擁有極高的待遇，有房子、車子，還可以去黑海旅游度假，吃住全免费。他們在报纸、杂志上发表作品，出版新书，有驚人的稿费收入。
1991年蘇聯解體以後，葉爾欽為節省財政開支，宣布解散蘇聯作家協會，改組为民间组织俄羅斯作家協會，但仍保有過去的辦公大樓。由於作家協會無法爭取到政府經費，为生存所迫，作家协会把一些房地產对外出租，靠租金来维持运转。很多作家停止了创作，纷纷改行，從事经商、大学谋职等活動。隨著俄罗斯经济的复苏，俄罗斯政府会不定期對某些傑出作家提供一些经费。

## 主席
- 马克西姆·高尔基,1934年-1936年

## 第一书记
- 亚历山大·谢尔盖耶维奇·谢尔巴科夫，1934年-1936年